# Karl Budding
Karl Johann Ferdinand Budding (* 17. Dezember 1870 in Emmerich; † Januar 1945 im Harz) war ein deutscher Verwaltungsjurist.

## Leben und Beruf
Nach bestandenem juristischen Staatsexamen und anschließender Referendarzeit wirkte Budding 1904–1914 als Regierungsrat am Regierungspräsidium Bromberg in der Provinz Posen. 1914–1917 war er dort als stellvertretender Regierungspräsident tätig.
1917 erfolgte seine Berufung zum stellvertretenden Reichskommissar für Ein- und Ausfuhrbewilligungen. 1918/1919 war er als Vertreter des Reichswirtschaftsamtes Mitglied der deutschen Waffenstillstandskommission. 1920 ging er als Oberregierungsrat und stellvertretender Regierungspräsident nach Köln. 1922 erfolgte seine Berufung zum Reichs- und preußischen Staatsvertreter bei der Gemischten Kommission für Oberschlesien in Beuthen.
1925 wurde er zum Regierungspräsidenten im westpreußischen Marienwerder ernannt. In dieser Funktion arbeitete Budding unermüdlich für eine Lösung der Frage des polnischen Korridors im deutschen Sinne.
1936 wurde er altersbedingt in den Ruhestand versetzt.